# 7년: 그들이 없는 언론
7년-그들이 없는 언론(Seven Years-Journalism without Journalist)은 한국에서 제작된 김진혁 감독의 2016년 다큐멘터리 영화이다. 강지웅 등이 주연으로 출연하였다.

## 출연

### 주연
- 강지웅
- 권성민
- 권석재
- 노종면
- 박성제
- 박성호
- 박진수
- 우장균
- 이근행
- 이용마
- 정영하
- 정유신
- 조승호
- 최승호
- 현덕수
- 이정호
- 이채훈
- 정대균
- 조상운
- 황일송

## 제작진
- 구성: 김이진
- 구성: 김기예
- 제작총괄: 김환균
- 프로듀서: 고영재
- 제작진행: 최유리
- 제작자문: 김력균
- 제작자문: 김동원
- 제작자문: 백재웅
- 제작회계: 안혜영
- 제작회계: 박미나
- 라인프로듀서: 이기범
- 촬영보: 한미진
- 촬영보: 조혜영
- 조명: 김두현
- 조명: 전상진
- 조명: 문종현
- 조연출: 문종현
- 동시녹음: 문종현
- 음향편집: 표용수
- 사운드디자인: 김진혁
- 시각효과: 김형희
- 법률자문: 장영석
- 법률자문: 신선아
- 디지털색보정: 김형희
- 자막: 원승환
- 총괄책임: 고영재
- 재무책임: 김형동
- 국내배급책임: 홍신기
- 디지털배급진행: 송성호
- 홍보마케팅책임: 이지호
- 홍보마케팅진행: 김지향
- 번역: 황혜림
- 번역: 김혜진